# دميتري لوسكوف
دميتري لوسكوف (بالروسية: Дмитрий Вячеславович Лоськов)‏ مواليد 12 فبراير 1974 في أوبلاست كورغان، الاتحاد السوفيتي، هو لاعب كرة قدم روسي دولي سابق كان يلعب كلاعب وسط. اعتزل اللعب عام 2013 مع لوكوموتيف موسكو. بدأ مسيرته الرياضية عام 1991 مع نادي روستوف.

## المسيرة الاحترافية

### أندية لعب لها
- نادي روستوف
- لوكوموتيف موسكو

## روابط خارجية
- دميتري لوسكوف على موقع الاتحاد الدولي (مؤرشف)  (الإنجليزية)
- دميتري لوسكوف على موقع قاعدة بيانات كرة القدم.إي يو (الإنجليزية)
- دميتري لوسكوف على موقع ناشيونال فوتبول تيمز (الإنجليزية)
- دميتري لوسكوف على موقع Soccerway.com (الإنجليزية)